# Julie Richards
Pour les articles homonymes, voir Richards.
Julie Lynne Black-Burns Richards, née le 26 septembre 1970 à Newnan, est une cavalière de concours complet américaine.
Neuvième du concours complet individuel des Jeux olympiques de 2000, elle est ensuite médaillée de bronze par équipes aux Jeux olympiques d'Athènes en 2004.